# Jayton
La ville de Jayton est le siège du comté de Kent, dans l’État du Texas, aux États-Unis. Sa population s’élevait à 511 habitants lors du recensement de 2020.

## Source
- (en) Cet article est partiellement ou en totalité issu de l’article de Wikipédia en anglais intitulé « Jayton, Texas » (voir la liste des auteurs).